# Gliese 317
Gliese 317 é uma estrela na constelação de Pyxis. Tem magnitude aparente visual de 11,98. Com base em medições de paralaxe, está localizada a uma distância de 49,6 anos-luz (15,2 parsecs) da Terra. Possui dois planetas conhecidos orbitando-a.
Gliese 317 é uma anã vermelha típica com um tipo espectral de M2.5V e uma temperatura efetiva de 3 510 K. É uma estrela de baixa luminosidade com uma magnitude absoluta igual a 11,06. Sua massa é estimada em 42% da massa solar. Possui uma alta metalicidade, com 2,3 vezes a concentração de ferro do Sol.

## Sistema planetário
Em 2007, foi anunciada a descoberta de um planeta extrassolar massivo orbitando Gliese 317. A detecção foi feita com base em 16 medições da velocidade radial da estrela pelo espectrógrafo HIRES, no Observatório Keck, ao longo de um período de 7,4 anos. Os dados apresentam ainda uma tendência linear indicando a presença de um segundo objeto no sistema, de longo período, mas que não pôde ser bem caracterizado. Um estudo de 2012 apresentou observações astrométicas que determinaram que Gliese 317 está mais distante do que estimado antes, implicando uma massa maior para a estrela e consequentemente para os planetas. Além disso, novos dados de velocidade radial do HIRES permitiram melhor estimar os parâmetros do planeta externo.
O planeta mais interno é um gigante gasoso com uma massa mínima de 1,81 vezes a massa de Júpiter (MJ) e período orbital de 692 dias. As observações astrométricas determinaram que sua inclinação orbital é maior que 25° com 99% de confiança, impondo um limite de 3,6 MJ para a massa do objeto, confirmando sua natureza planetária. Sua órbita ao redor de Gliese 317 tem um semieixo maior de 1,15 UA e uma excentricidade de 0,11.
Os parâmetros do planeta mais externo permanecem incertos devido a seu longo período orbital, maior que o período de observação da estrela. Os dados de velocidade radial mostram já a curvatura de sua órbita, após a subtração da órbita do planeta interno, permitindo estimar possíveis órbitas. A melhor solução tem uma excentricidade orbital alta de 0,81, com um período de mais de 10 mil dias, mas uma solução com excentricidade zero e um período de 7100 dias também é possível. No caso de órbita excêntrica, o planeta tem uma massa mínima de 2 MJ e um semieixo maior entre 10 e 40 UA, enquanto se tiver uma órbita circular esses valores são 1,6 MJ e 5,5 UA respectivamente. Observações de Gliese 317 com óptica adaptativa eliminaram a possibilidade de o objeto ser uma estrela.
A solução de velocidade radial com dois planetas ainda apresenta altos resíduos, o que pode indicar a existência de planetas de curto período adicionais no sistema.
| Planeta | Massa           | Semieixo maior (UA) | Período orbital (dias) | Excentricidade |
| ------- | --------------- | ------------------- | ---------------------- | -------------- |
| b       | >1,81 ± 0,05 MJ | 1,148               | 692 ± 2                | 0,11 ± 0,05    |
| c       | >1,6 MJ         | >5,5                | >7100                  | ?              |